# Epistemische Ungerechtigkeit
Epistemische Ungerechtigkeit bezeichnet eine Form sozialen Unrechts, bei der Menschen in ihrer Fähigkeit, Wissen zu äußern, weiterzugeben oder zu verstehen, systematisch benachteiligt werden. Sie tritt beispielsweise auf, wenn einer Person aufgrund von Vorurteilen weniger Glaubwürdigkeit zugesprochen wird oder wenn bestimmten Gruppen die sprachlichen und begrifflichen Mittel fehlen, um ihre Erfahrungen verständlich zu machen. Das Konzept wurde maßgeblich von Miranda Fricker entwickelt und legt die strukturelle Verwobenheit von Wissen, Macht und gesellschaftlicher Anerkennung offen.

## Geschichte des Konzepts
Das Konzept der epistemischen Ungerechtigkeit wurde unter dieser Bezeichnung erstmals von der Philosophin Miranda Fricker in ihrem Buch Epistemic Injustice: Power and the Ethics of Knowing (2007) beschrieben. Reflexionen über epistemische Ungerechtigkeiten finden sich aber schon früher in Diskussionen über Unterdrückung und Marginalisierung in der (insbesondere Schwarzen) feministischen Philosophie, der Critical Philosophy of Race und postkolonialen Theorie. Die berühmte Rede von Sojourner Truth, in der sie fragte „Ain't I a woman?“ (deutsch: „Bin ich etwa keine Frau?“) und mit der sie 1851 das Ausblenden Schwarzer Perspektiven in der US-amerikanischen Frauenbewegung kritisierte, wird beispielsweise als ein Verweis auf eine epistemische Ungerechtigkeit verstanden. In der Epistemologie wurde das Thema allerdings über lange Zeit hinweg nicht behandelt.

## Definitionen
Epistemische Ungerechtigkeiten richten sich erstens gegen Wissende als Wissende, führen zweitens zu „epistemischer Dysfunktion“, indem sie das Verständnis verzerren oder erschweren, und werden drittens durch epistemische Praktiken und Institutionen wie Lehrpläne, die bestimmte intellektuelle Traditionen ignorieren, verzerren oder abwerten, aufrechterhalten. Miranda Fricker unterscheidet zwei Formen epistemischer Ungerechtigkeit, die jeweils dazu führen, dass Menschen in ihrer Eigenschaft als Wissende nicht ernst genommen werden: testimoniale Ungerechtigkeit und hermeneutische Ungerechtigkeit.

### Testimoniale Ungerechtigkeit
Als testimoniale Ungerechtigkeit, also Ungerechtigkeit, die das Zeugnis-Ablegen betrifft, beschreibt Fricker Situationen, in denen Vorurteile einen Zuhörenden dazu bringen, einem Sprechenden ein geringeres Maß an Glaubwürdigkeit zuzuschreiben. Testimoniale Ungerechtigkeit kann sich auf individueller Ebene finden, wenn etwa persönliche Erfahrungen zur Bewertung der Glaubwürdigkeit anderer herangezogen werden, als problematischer gelten aber systemische Ungerechtigkeiten, wenn es also gesellschaftliche Vorurteile über bestimmte Gruppen gibt. So wird beispielsweise Menschen mit Behinderung aufgrund ihrer Behinderung häufig weniger Glauben geschenkt. Die Vorurteile können dazu führen, dass bestimmten Sprechenden überhaupt nicht zugehört wird. Sie gelten damit nicht einmal als unglaubwürdig, sondern als nicht-zuhörenswürdig. Auch auf Seiten der Sprechenden kann testimoniale Ungerechtigkeit dazu führen, dass sie darauf verzichten, bestimmte Themen anzusprechen, weil sie davon ausgehen, dass sonst aufgrund von Vorurteilen ihre Glaubwürdigkeit in Frage gezogen würde.

### Hermeneutische Ungerechtigkeit
Hermeneutische Ungerechtigkeit liegt laut Fricker dann vor, wenn durch eine „Lücke in unseren kollektiven hermeneutischen Ressourcen“ Menschen nicht fähig sind, ihre Erfahrungen zu begreifen und zu vermitteln. Diese Form der Ungerechtigkeit gehe der testimonialen Ungerechtigkeit voraus. Als Beispiel führt sie an, dass ein Opfer sexueller Belästigung in einer Kultur, in der der Begriff „sexuelle Belästigung“ nicht existiert, nicht in der Lage ist, Verständnis für seine Erfahrungen zu erzielen. Hermeneutische Ungerechtigkeiten erschweren es Betroffenen einerseits, sich untereinander zu verständigen und ihre gesellschaftliche Benachteiligung so zu erkennen, und macht es andererseits schwerer, ihre Anliegen gegenüber anderen Gruppen zu artikulieren. In Fällen „willentlicher epistemischer Ignoranz“ kann es aber auch vorkommen, dass marginalisierte Gruppen durchaus über entsprechende hermeneutische Ressourcen verfügen, Ungerechtigkeit zu benennen, diese aber von dominanten Gruppen ignoriert werden.

### Epistemische Ausschlüsse erster, zweiter und dritter Ordnung
Die Philosophin Kristie Dotson hat eine weiterführende Klassifikation epistemischer Ungerechtigkeit unter dem Begriff der „epistemischen Unterdrückung“ entwickelt, die über die Ansätze von Miranda Fricker hinausgeht. Dotson betont insbesondere die politischen und gesellschaftlichen Grundlagen epistemischer Ungerechtigkeit und differenziert drei Formen epistemischer Ausschlüsse: erster, zweiter und dritter Ordnung. 
1. Epistemische Ausschlüsse erster Ordnung entsprechen den von Fricker beschriebenen Fällen testimonialer Ungerechtigkeit, in denen Individuen aufgrund sozialer Vorurteile systematisch eine geringere Glaubwürdigkeit zugesprochen wird. Das epistemische System selbst gilt in diesen Fällen als prinzipiell intakt; erforderlich ist lediglich eine korrekte und faire Anwendung.
2. Epistemische Ausschlüsse zweiter Ordnung verweisen auf strukturelle Defizite des epistemischen Systems selbst. In diesen Fällen ist das System nicht mehr in der Lage, bestimmte Erfahrungen oder Perspektiven adäquat abzubilden. Abhilfe kann nur durch eine Weiterentwicklung des epistemischen Vokabulars, etwa durch die Einführung neuer Begriffe oder Konzepte, geschaffen werden, ein Ansatz, der sich mit Frickers Begriff der hermeneutischen Ungerechtigkeit überschneidet.
3. Epistemische Ausschlüsse dritter Ordnung markieren die tiefste Form der Unterdrückung: Hier ist das bestehende epistemische System grundlegend ungeeignet, um bestimmte Formen von Wissen oder Erfahrung überhaupt zu erfassen. Innerhalb des Systems bleiben die entsprechenden Ungerechtigkeiten unsichtbar und unaussprechbar, es fehlt nicht nur an Begriffen, sondern an der Möglichkeit zur epistemischen Artikulation selbst.[9][10][3]

Ein paradigmatisches Beispiel epistemischer Ungerechtigkeit dritter Ordnung ist die von Kimberlé Crenshaw beschriebene Problematik der Intersektionalität: Die Antidiskriminierungsgesetzgebung kann rassistische oder sexistische Diskriminierung isoliert adressieren, nicht jedoch deren Zusammenwirken im Fall Schwarzer Frauen. Erst durch ein grundlegendes Umdenken im Verständnis von Diskriminierung ließen sich solche komplexen Formen von Ungerechtigkeit überhaupt erfassen und bearbeiten. Robin Celikates schlägt vor, epistemische Ungerechtigkeit im Kontext  ideologischer Strukturen zu analysieren. Solche Strukturen könnten dazu führen, dass bestimmte Erfahrungen nicht einmal gedanklich artikulierbar wären; epistemisches Unrecht würde sich dann in einer fundamentalen Unmöglichkeit des Sprechens und Verstehens innerhalb hegemonialer Wissensordnungen manifestieren.